# Ісак Валентин Михайлович
Валентин Михайлович Ісак (народився 7 січня 1951 р.) — український архітектор, Народний архітектор України (2004 р.), дійсний член Української академії архітектури (2001 р.), лауреат  Державної премії України у галузі архітектури (2003 р.). Нині мешкає та працює в Києві.

## Біографічні відомості
Валентин Михайлович Ісак  народився 7 січня 1951 р. в селі Калугер Фалештського району Республіки Молдова.
В 1973 році закінчив архітектурний факультет Кишинівського політехнічного інституту  в Молдові та  до 1981 року працював архітектором у місті  Кишиневі в інституті "Молдгіпробуд". В 1981 році призначений головним архітектором міста Бєльці (Республіка Молдова).
В 1984 році переїжджає в Україну, до Києва та працює в інституті "Київпроект". 1993 року створює  авторську архітектурну майстерню «Вісак». 
До числа реалізованих проєктів належать: 
- школа № 78 на вулиці Руставелі;
- забудова мікрорайону 3-А житлового масиву Оболонь;
- 4 дитячих садки, житлові будинки по вул. Левка Лук'яненка, 29, пр. Володимира Івасюка, 24 в Оболонському районі;
- забудова житлових будинків на Осокорках, Троєщині, в Голосієві тощо в Києві.

Керував  розробленням проєктів будівництва храму Покрови Божої Матері на Оболоні (1998 р.) та храму св. апостола Івана Богослова на Осокорках (2000 р.). Спроєктував і побудував за власні кошти Церкву Різдва Христового на Оболоні (2006 — 2007 рр.).

## Нагороди та відзнаки
- Лауреат Державної премії України у галузі архітектури (2003 р.).[1]
- В 1998 році отримав звання Заслуженого архітектора України.
- 2004 року надано звання Народного архітектора України.[3]